# خوسيه سالازار (منافس ألعاب قوى)
خوسيه سالازار (بالإسبانية: José Salazar) هو منافس ألعاب قوى فنزويلي، ولد في 9 ديسمبر 1957.

## وصلات خارجية
- خوسيه سالازار على موقع الاتحاد الدولي لألعاب القوى (الإنجليزية)